# Fonogram díj az év külföldi rap- vagy hiphopalbumáért
A Fonogram díj az év külföldi rap- vagy hiphopalbumáért díjat 2000-ben adták át először.

## Díjazottak és jelölések
| Év   | Díjazott                        | Díjazott album                    | Jelöltek | Forrás        |
| ---- | ------------------------------- | --------------------------------- | --- | ------------- |
| 2000 | Will Smith                      | Willenium                         | - Puff Daddy - Forever | [ 1 ]         |
| 2001 | Eminem                          | The Marshall Mathers LP           | - Wu-Tang Clan - The W | [ 2 ]         |
| 2002 | Missy Elliott                   | Miss E... So Addictive            | - Run–D.M.C. - Crown Royal | [ 3 ]         |
| 2003 | Eminem                          | The Eminem Show                   | - Usher - 8701 | [ 4 ]         |
| 2004 | Outkast                         | Speakerboxxx/The Love Below       | - Sean Paul - Dutty Rock | [ 5 ]         |
| 2005 | Nelly                           | Sweat                             | - Snoop Dogg - R&G Masterpieces | [ 6 ]         |
| 2006 | Kanye West                      | Late Registration                 | - Sean Paul – The Trinity | [ 7 ]         |
| 2007 | Outkast                         | Idlewild                          | - Snoop Dogg - Blue Carpet Treatment | [ 8 ]         |
| 2008 | Kanye West                      | Graduation                        | - Timbaland - Shock Value | [ 9 ]         |
| 2014 | Dizzee Rascal                   | The Fifth                         | - The Weeknd - Kiss Land | [ 10 ] [ 11 ] |
| 2015 | The Roots                       | ...And Then You Shoot Your Cousin | - Wu-Tang Clan - A Better Tomorrow (Magneoton / Warner Music) | [ 12 ]        |
| 2016 | The Weeknd                      | Beauty Behind The Madness         | - Yelawolf - Love Story (Universal Music) | [ 13 ] [ 14 ] |
| 2017 | Drake                           | Views                             | - The Weeknd - Starboy (Universal Music) |               |
| 2018 | Kendrick Lamar                  | DAMN.                             | - Drake - More Life (Universal Music Hungary) - Eminem - Revival (Universal Music Hungary) - Mary J. Blige - Strength Of A Woman (Universal Music Hungary) - Wiz Khalifa - Laugh Now, Fly Later (Magneoton / Warner Music) |               |
| 2019 | Ibeyi                           | Ash                               | - Drake - Scorpion (Universal Music) - Kanye West - Ye (Universal Music) - Kendrick Lamar - Black Panther: The Album (Universal Music) - Post Malone - Beerbongs & Bentleys (Universal Music) |               |
| 2020 | Lil Nas X feat. Billy Ray Cyrus | Old Town Road                     | - Algiers - Dispossession / Can The Sub_Bass Speak? (Matador Records) - Cardi B - Invasion of Privacy (Magneoton/Warner Music) - Slowthai - Nothing Great About Britain (Universal Music) - Tyler, the Creator - Igor (Sony Music) |               |
| 2021 | 24kGoldn feat. Iann Dior        | Mood                              | - Kanye West - Jesus Is King (Universal Music) - Stormzy - Heavy Is the Head (rapID talent/Warner Music) - Travis Scott feat. Young Thug & M.I.A. - FRANCHISE (Sony Music) - Wiz Khalifa - The Saga Of Wiz Khalifa (rapID talent/Warner Music)                                                                                           |               |
| 2022 | Slowthai                        | Tyron                             | - Drake - Certified Lover Boy (Universal Music) - Ibeyi & Pa Salieu - Made of Gold (XL Recordings) - Lil Nas X - Montero (Sony Music) - Masked Wolf - Astronomical (rapID talent/Warner Music) |               |
| 2023 | Kendrick Lamar                  | Mr. Morale & the Big Steppers     | - Doja Cat - Planet Her (Sony Music) - Megan Thee Stallion - Plan B / Pressurelicious (feat. Future) / Sweetest Pie (& Dua Lipa) (Escape Plan Recordings/Warner Music) - Metro Boomin - Heroes & Villains (Universal Music) - Nicki Minaj - Super Freaky Girl (Universal Music)                                                          |               |
| 2024 |                                 |                                   | - Cardi B - Bongos (feat. Megan Thee Stallion) / Hot Shit (feat. Kanye West & Lil Durk) (Escape Plan Recordings/Warner Music) - Doja Cat - Scarlet (Sony Music) - Jack Harlow - Come Home The Kids Miss You / Jackman. / Lovin On Me (Escape Plan Recordings/Warner Music) - SZA - SOS (Sony Music) - Travis Scott - UTOPIA (Sony Music) |               |